# 滨江街道 (通化市)
滨江街道是中华人民共和国吉林省通化市东昌区下辖的一个街道办事处。

## 行政区划
滨江街道下辖以下村级行政区划单位：
建红社区、张家村、自安村、长胜村、湾湾川村和桃源经济合作社。